# Kavaklıdere
Kavaklıdere là một huyện thuộc tỉnh Muğla, Thổ Nhĩ Kỳ. Huyện có diện tích 318 km² và dân số thời điểm năm 2007 là 11153 người, mật độ 35 người/km².